# Гилбертвил (Ајова)
Гилбертвил (енгл. Gilbertville) град је у америчкој савезној држави Ајова. По попису становништва из 2010. у њему је живело 712 становника.

## Демографија
Према попису становништва из 2010. у граду је живело 712 становника, што је -55 (-7.2%) становника више него 2000. године.
| Група             | 2000.       | 2010.       |
| Белци             | 758 (98,8%) | 691 (97,1%) |
| Афроамериканци    | 1 (0,1%)    | 0 (0,0%)    |
| Азијати           | 0 (0,0%)    | 4 (0,6%)    |
| Хиспаноамериканци | 6 (0,8%)    | 12 (1,7%)   |
| Укупно            | 767         | 712         |